# Casa Loma (Kalifornia, Kern megye)
Casa Loma statisztikai település az USA Kalifornia államában, Kern megyében. Lakosainak száma 1804 fő (2020).

## Népesség
A település népességének változása:

| 2020 | 1 804 |